# Basilica di San Vicinio

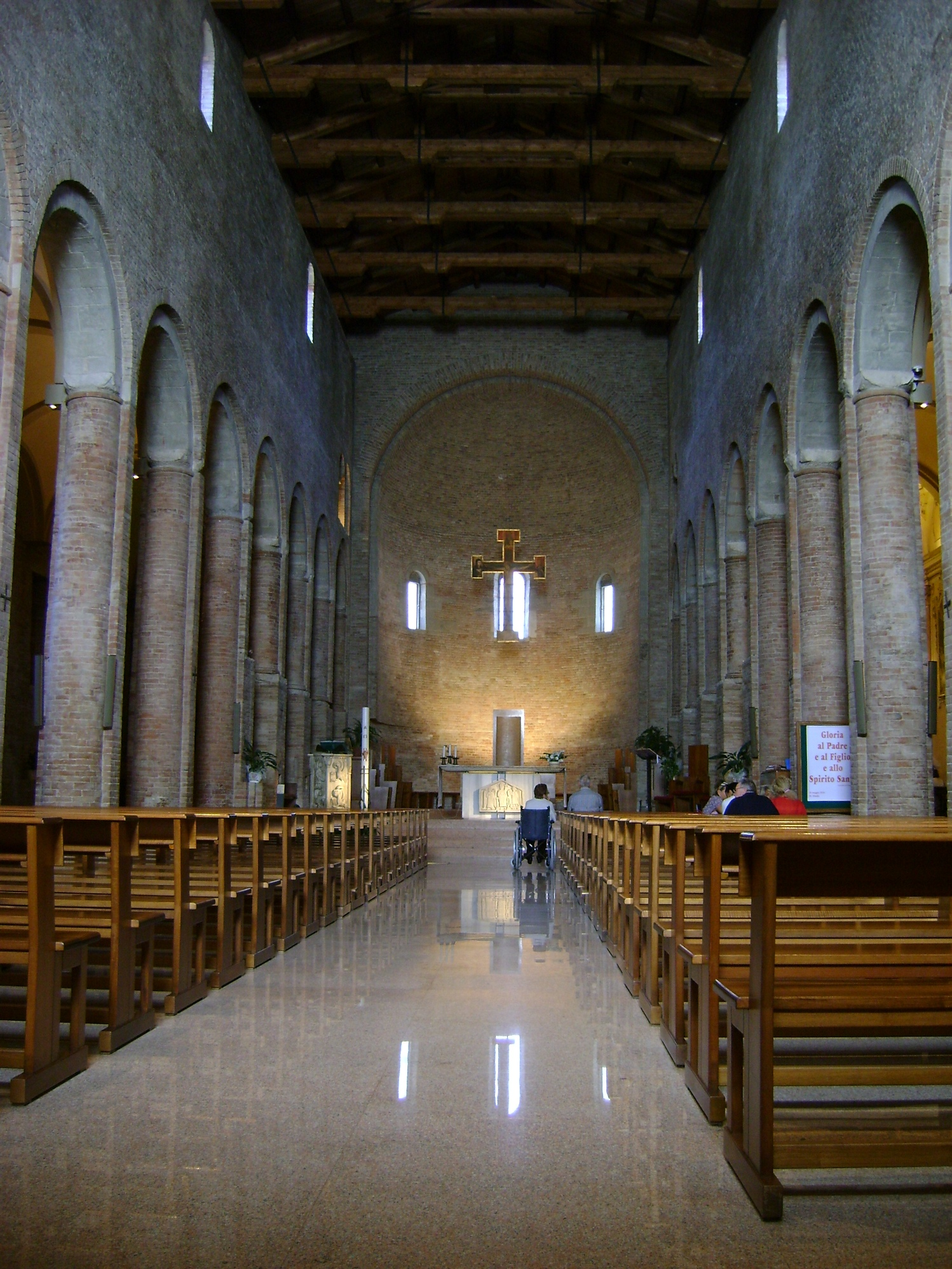
Interno

La concattedrale di San Vicinio è il principale luogo di culto cattolico di Sarsina e concattedrale della diocesi di Cesena-Sarsina.
Il 27 gennaio 1961 papa Giovanni XXIII la elevò alla dignità di basilica minore.

## Storia
La chiesa, di stile romanico, fu costruita in un'epoca fra X ed XI secolo, su un edificio preesistente di epoca romana o paleocristiana. Essa è dedicata al primo vescovo della chiesa sarsinate, Vicinio, vissuto fra III e IV secolo. Secondo la tradizione il santo usava pregare con una catena al collo, alla quale era legato un pesante macigno, ed invocava l'aiuto di Dio contro il maligno. Nella chiesa è conservata una catena, ritenuta quella di san Vicinio, che ancora oggi i fedeli, per devozione, usano indossare, per invocare l'aiuto del santo protettore contro il male.

## Descrizione

### Architettura
La tipica facciata romanica è caratterizzata da mattoni di colore diverso, segno di rifacimenti ed aggiustamenti successivi. Sopra l'ingresso, nella lunetta, è un mosaico raffigurante il santo titolare con la mitria da vescovo e la catena miracolosa. Affianca la chiesa un campanile, di epoca tarda: una targa marmorea ricorda i restauri effettuati nel XVIII secolo.
L'interno della concattedrale è a tre navate a croce latina, separate da colonne, con soffitto a capriate; la navata centrale, più larga di quelle laterali, termina con l'abside.
Nella navata di sinistra si trovano il battistero, la tomba dell'ultimo vescovo residente di Sarsina, la cappella seicentesca della beata Vergine del Rosario, ed infine la cappella del Santissimo Sacramento. Nella navata opposta, vi è la cappella di San Vicinio, il principale luogo di culto della concattedrale: qui vi sono le reliquie del santo e la catena miracolosa.
All'ingresso del presbiterio vi sono tracce della cripta, demolita, e dell'antico pavimento romanico. Artisticamente rilevante è l'ambone del XII secolo, ove sono scolpiti i simboli dei quattro evangelisti. Ai piedi dell'altare maggiore è un bassorilievo marmoreo, databile al X secolo: esso raffigura Cristo in trono con gli arcangeli Michele e Gabriele. Nelle arcate del presbiterio e nell'abside sono poste tele di pittori locali del XVII e XVIII secolo.

### Organo a canne
A metà della navata laterale destra, si trova l'organo a canne Mascioni opus 759, costruito nel 1957.
A trasmissione elettrica, ha una consolle mobile indipendente con due tastiere di 58 note ciascuna ed una pedaliera concavo-radiale di 30. Il corpo fonico è privo di cassa, e la mostra è composta da canne di principale disposte in cuspide unica con bocche a mitria.